# Otto Greiner
Pour les articles homonymes, voir Greiner.
Otto Greiner, né le 16 décembre 1869 à Leipzig et mort le 24 septembre 1916 à Munich, est un peintre et dessinateur saxon ayant étudié à l'Académie des beaux-arts de Munich.

## Œuvres

Œuvres d'Otto Greiner
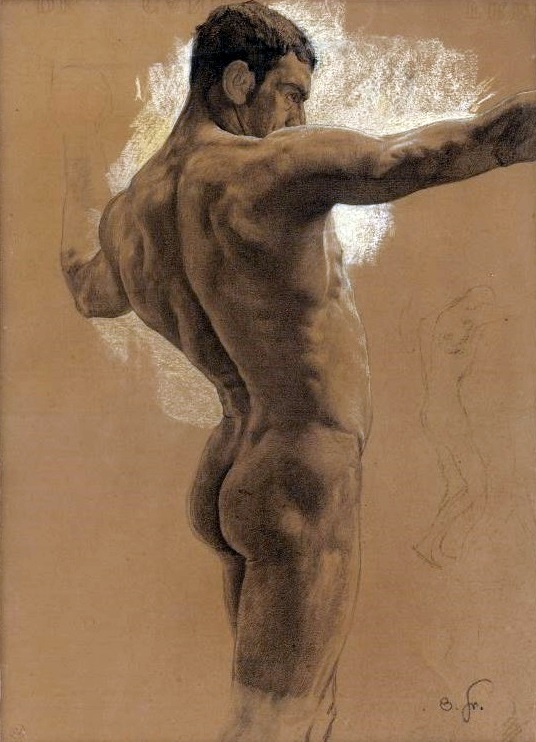
Étude (vers 1896), musée national de Varsovie.
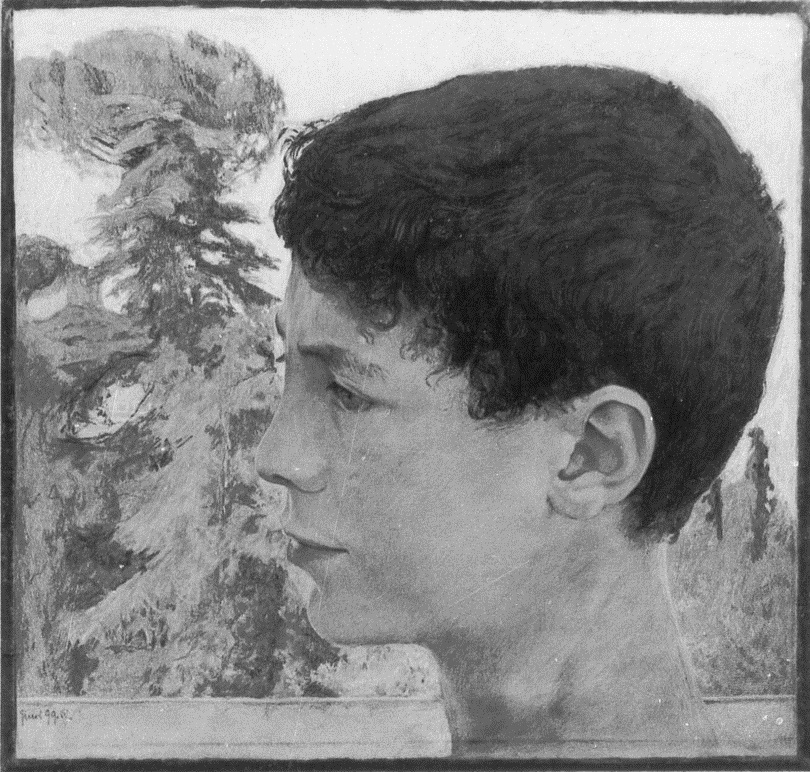
Tête de garçon (1899), Dresde, Galerie Neue Meister.
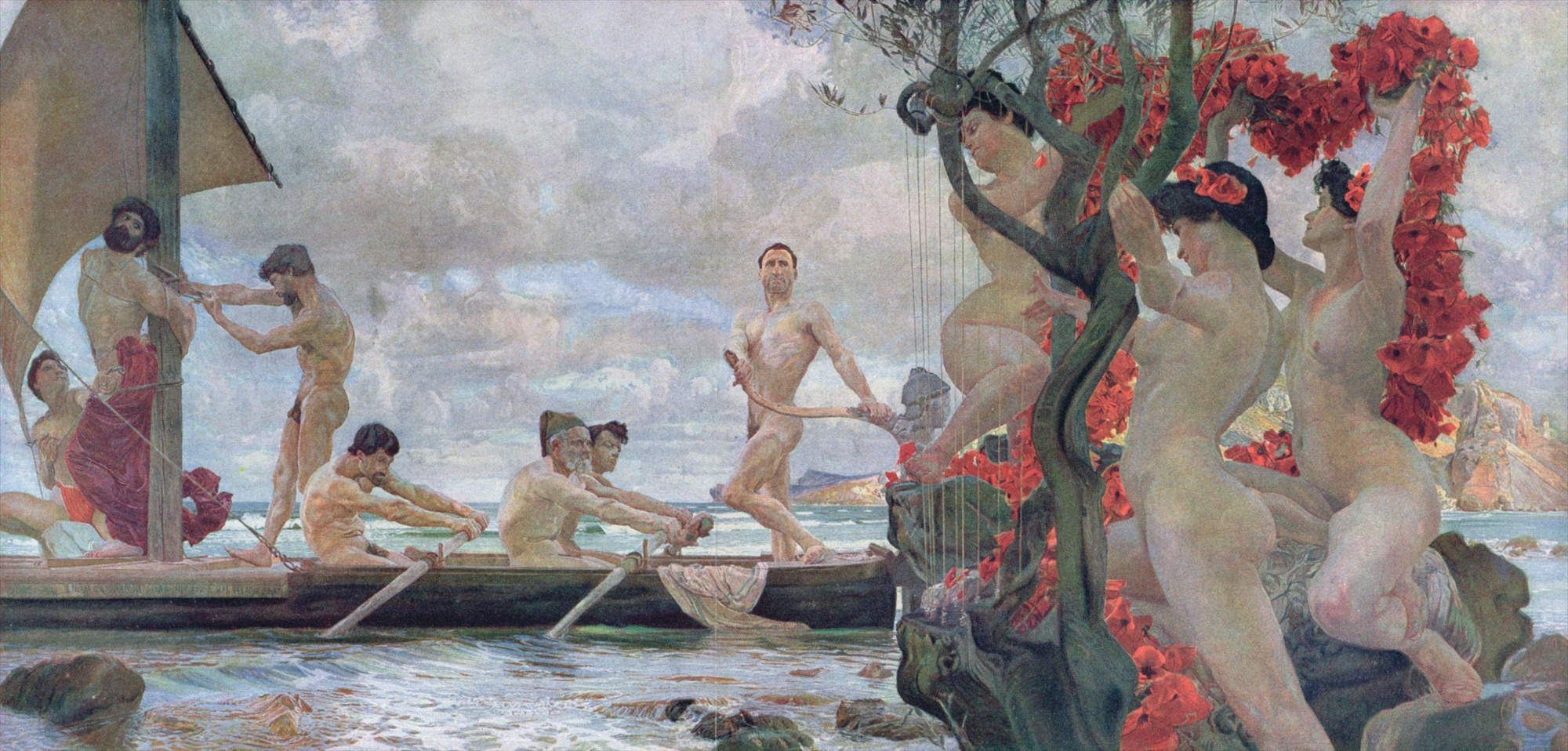
Ulysse et les sirènes (vers 1900), lithographie, Paris, bibliothèque des Arts décoratifs.
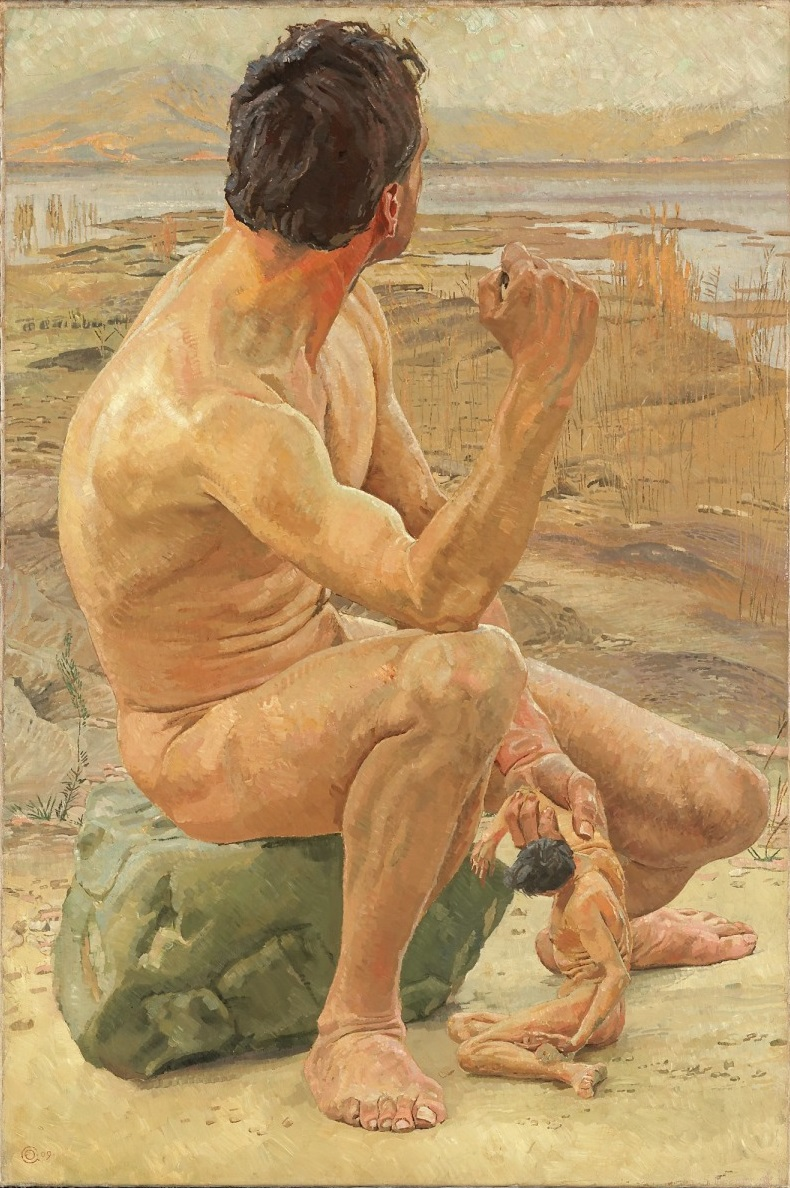
Prometheus (1909), Ottawa, musée des beaux-arts du Canada.

Œuvres non localisées attribuées à Otto Greiner
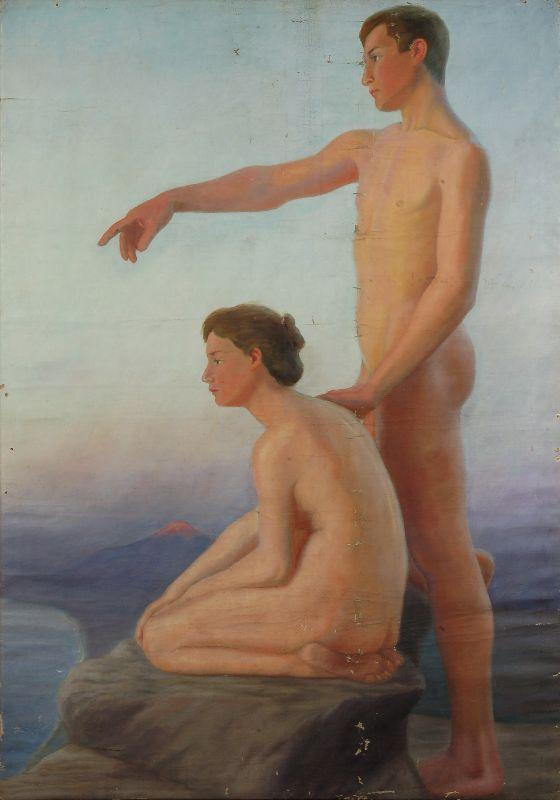
Vor der Bucht von Taormina mit dem Ätna im Hintergrund (vers 1900).
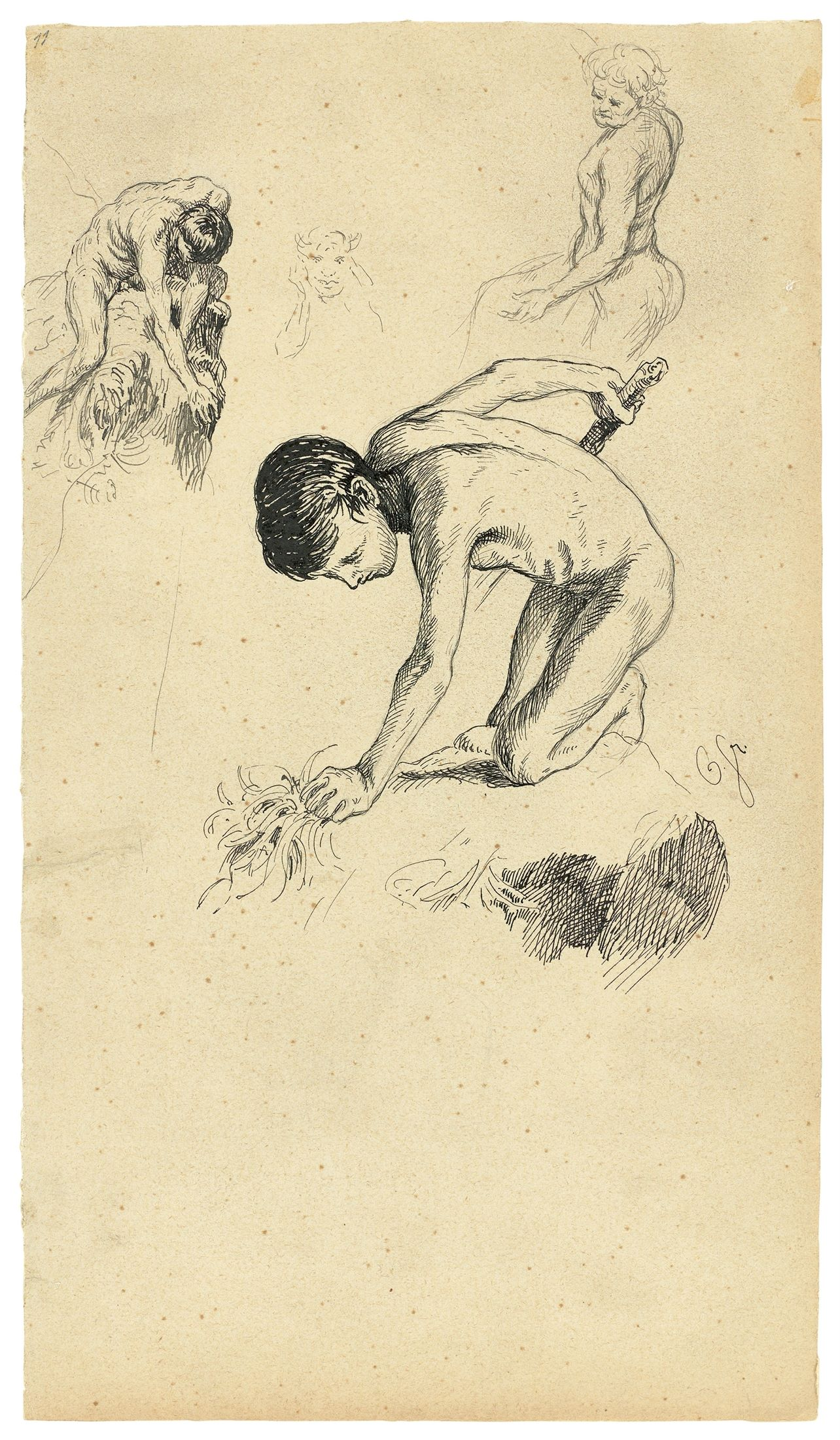
Étude.